# Leubsdorf
Leubsdorf é um município da Alemanha localizado no distrito de Neuwied, estado da Renânia-Palatinado.
Pertence ao Verbandsgemeinde de Linz am Rhein.